# Lista de tipos de motocicletas

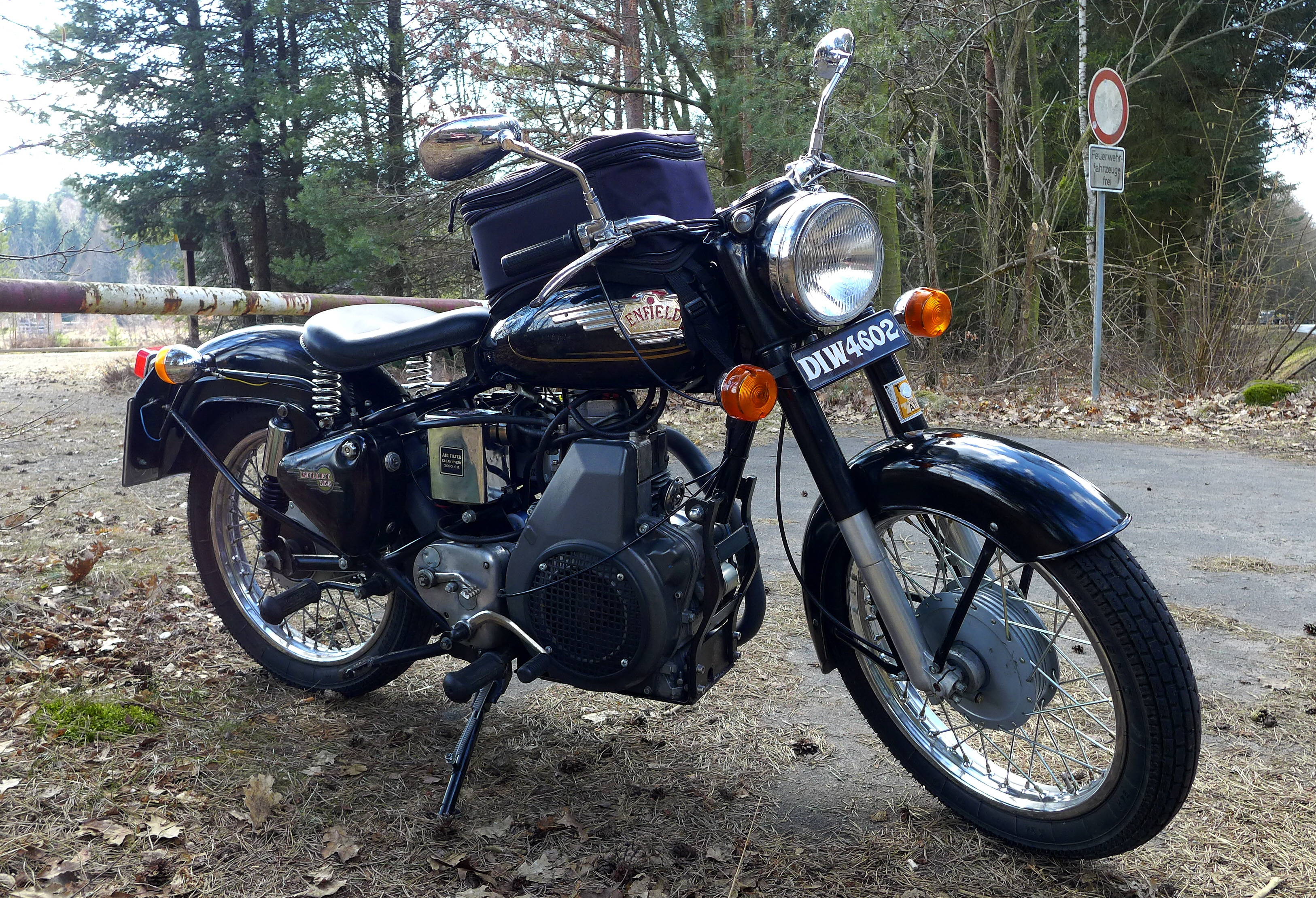
Motocicleta a diesel

Existem várias categorias de motocicletas, cada uma com seu propósito e aplicação:

## Scrambler
As Scrambler são motos street europeias adaptadas para uso na terra sem alteração de suspensão. Modificam a posição do escapamento para ficar mais próximo ao solo, coloca-se um assento reto e estreito, retira-se o excesso de carenagens, seria a versão europeia das Tracker. [carece de fontes?]

## Tracker
As Tracker são motos para uso em terra ou areia dura e são baseadas em motos street. Aproveitando a estrutura e mecânica de moto street, coloca-se pneus de uso misto ou off-road, em aros de roda de mesmo diâmetro, normalmente mantendo-se a suspensão original, altera-se também as carenagens para uma mais despojada e coloca-se um banco mais reto e estreito. Lembra uma café racer com pneus birrados e guidão alto.

## Bobber

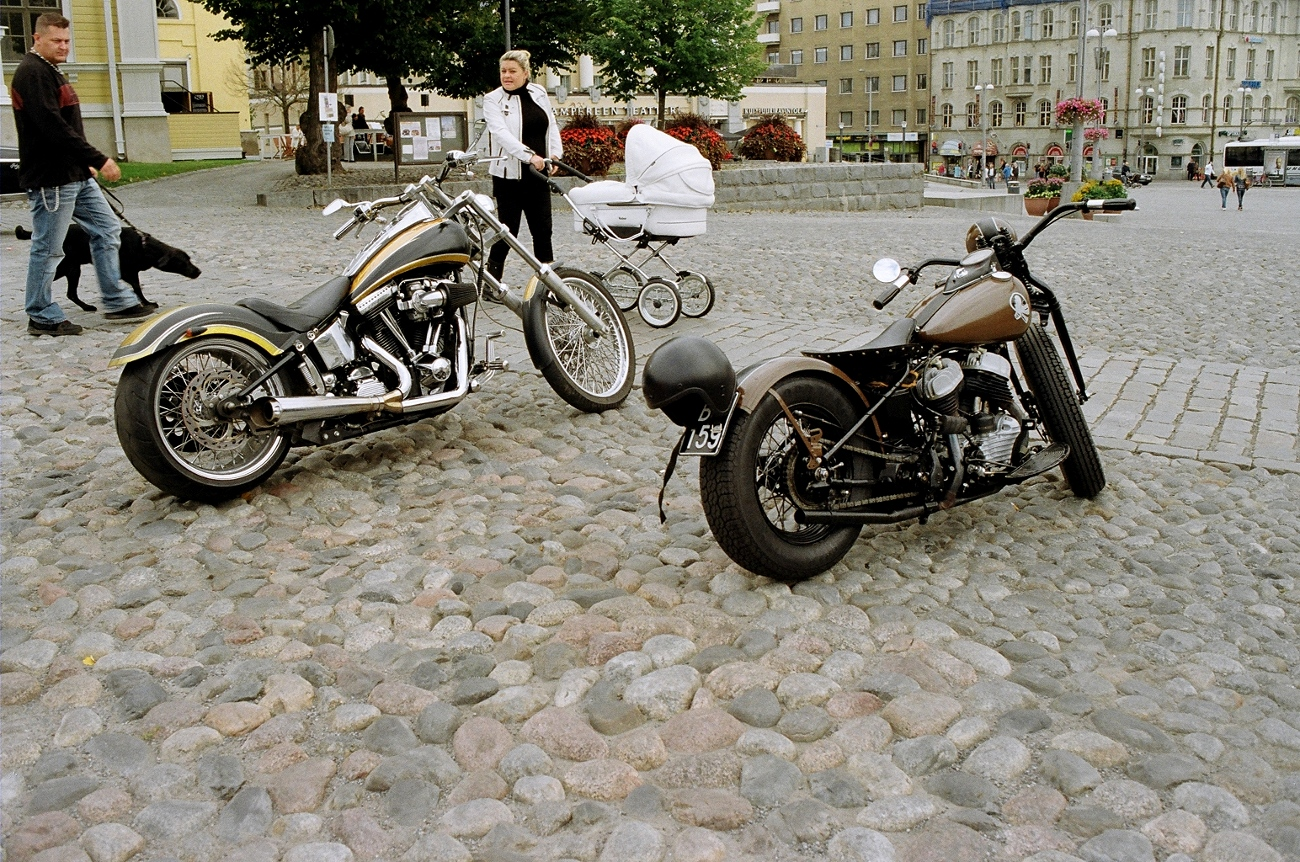
Moto Harley Davidson Flathead da década de 40 estilo bobber.

## Custom

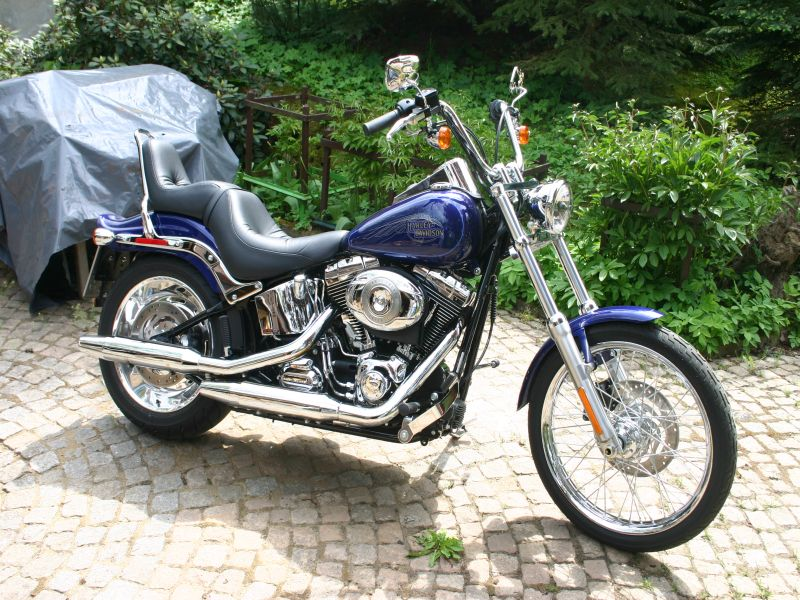
Moto custom: Harley-Davidson.

As custom (garfos dianteiros inclinados para a frente, isto é, com um grande ângulo de caster) são motos estradeiras, preferidas por um público mais tradicional. Não priorizam a velocidade e são mais voltadas ao conforto, mantendo a altura do banco baixo, pedaleiras avançadas, tanque grande em posição paralela ao chão de forma a proporcionar uma posição confortável para pilotagem. São muito confortáveis para viagens longas, seja sozinho ou acompanhado. O piloto fica recostado para trás, com os pés para a frente, o carona geralmente se apoia em encostos chamados de sissy bar.
A maioria das peças são cromadas e brilhantes, copiando o design das motos antigas. Geralmente possuem alforjes em couro, que são aquelas malas para levar a bagagem. No Brasil, existem muitos moto clubes cujos integrantes apreciam o estilo das motoscustom e que vêem nessas motos um estilo de vida. São as motos que apresentam desenho típico das motos americanas dos anos 1950 e 1960 glamourizadas em filmes como Easy Rider (Sem Destino). Uma variação dentro desta categoria são as Roadsters, que aliam o visual e a posição de pilotagem das custom com o alto desempenho das esportivas.
Exemplos desta categoria incluem as de média e alta cilindradas, como Honda Shadow VT600, Yamaha Virago, Kasinski Mirage650 e a Harley-Davidson Sportster; e as de baixa cilindrada (até 250 cc) Dafra Kansas, Sundown VBlade, Suzuki Intruder, Shineray 250 Custom e a Traxx Shark.

## Chopper

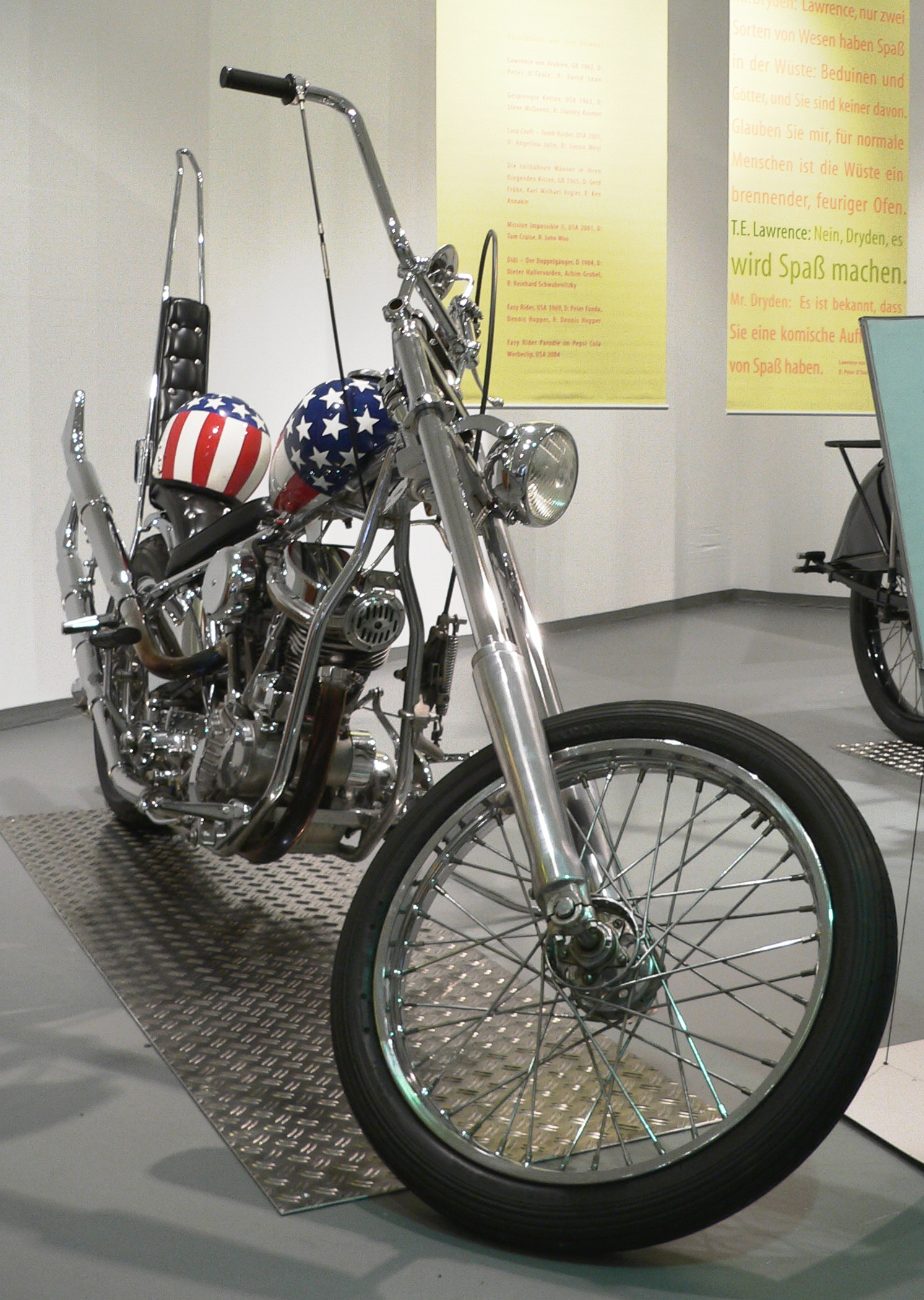
Replica de um moto chopper usado no filme Easy Rider

(1969)]]

## Esportiva

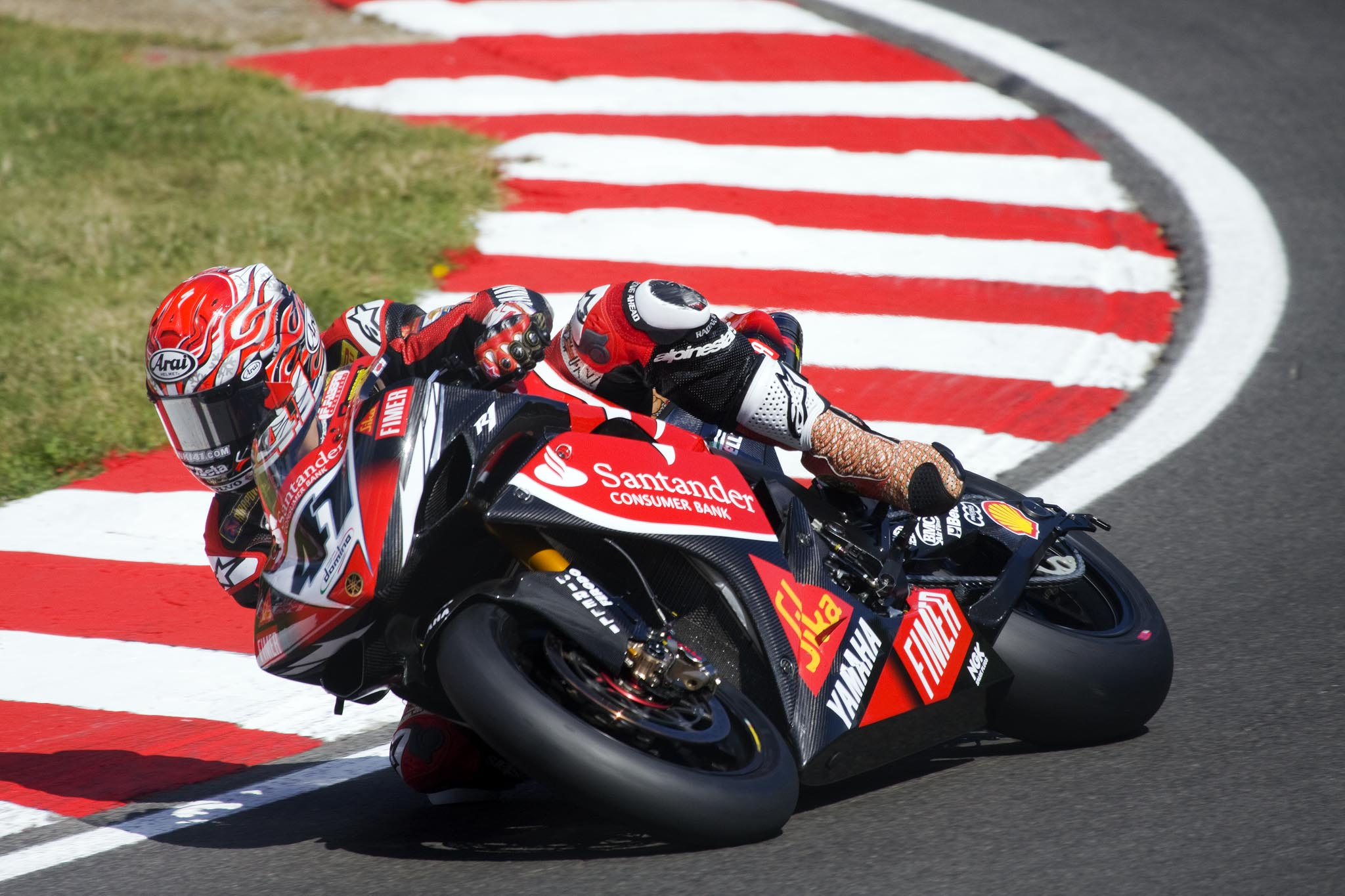
Noriyuki Haga com uma Yamaha R1.

As esportivas são motos com design aerodinâmico e mecânica de auto desempenho. São motocicletas utilizadas em campeonatos comoSuperbike. Possuem diversas categoria variando de 125 á 1100 cc. Os motores da categoria 600 cm3 de cilindrada, permite maior aceleração, algumas alcançando velocidades próximas a 310 km/hora reais, sendo o recorde de velocidade da Suzuki GSX-R 1300 Hayabusa, tendo havido um acordo entre marcas para ficar todas as desportivas limitadas eletronicamente a 300 km/hora. Em geral, possuem discos de travão (freios) duplos, quadros fabricados em materiais leves, design esportivo, e avanços com posição de pilotagem baixa, escapes com ruído esportivo. São dotadas de carenagem, com o objetivo de reduzir a resistência com o ar. Atualmente, as montadoras aprimoram suas tecnologias nas pistas, durante campeonatos como o MotoGP e o Superbike. A relação peso-potência dessas motos já ultrapassou a barreira de 1:1, onde cada cavalo de potência "empurra" um peso inferior a um quilo.
Possuem pneus largos, visando uma boa área de contato com o solo, tanto em retas como em curvas. Geralmente possuem amortecedor de direção, a fim de se evitar o Shimmy, que, em muitos casos, pode levar o piloto a uma queda. O Shimmy consiste num movimento muito rápido dos avanços, virando de um lado para o outro, sem controle, e, normalmente, é causado por ondulações no asfalto. No painel, o que se destaca é o conta-giros, que mede as rotações por minuto. Geralmente fica numa posição de destaque e de fácil visualização (atualmente os velocímetros são digitais, assim como os marcadores de combustível, óleo, etc.).
Pela posição de pilotagem (o piloto fica praticamente deitado sobre o tanque de combustível, com o tronco inclinado para a frente e os pés para trás), não são motos muito confortáveis para utilização em vias urbanas, sendo mais indicadas para condução em rodovias. Normalmente, o banco do pendura (garupa) é bastante desconfortável, e alguns modelos, por serem inspirados nas motos de corrida, nem mesmo têm esse banco disponível, sendo monolugares.
Exemplos desta categoria incluem a Yamaha YZF-R1, Honda CBR1000RR, Kawasaki Ninja ZX-10R, Ducati 999 e a Yamaha RD 350.

## Fun Bike
A Fun Bike é a moto classificada como motos para terreno de asfalto e para terrenos de terra (categoria on-off), geralmente de média a alta cilindradas, bom desempenho, média manutenção e médio consumo de combustível, contam com segurança e conforto.
Com essas características, são bastante utilizadas por pessoas que podem utiliza-la tanto para turismo, lazer e uso urbano além de utilitárias por Bombeiros e Resgates.
Exemplos desta categoria incluem a Falcon , Yamaha XTZ 250 Ténéré e a TDM.

## Big biker

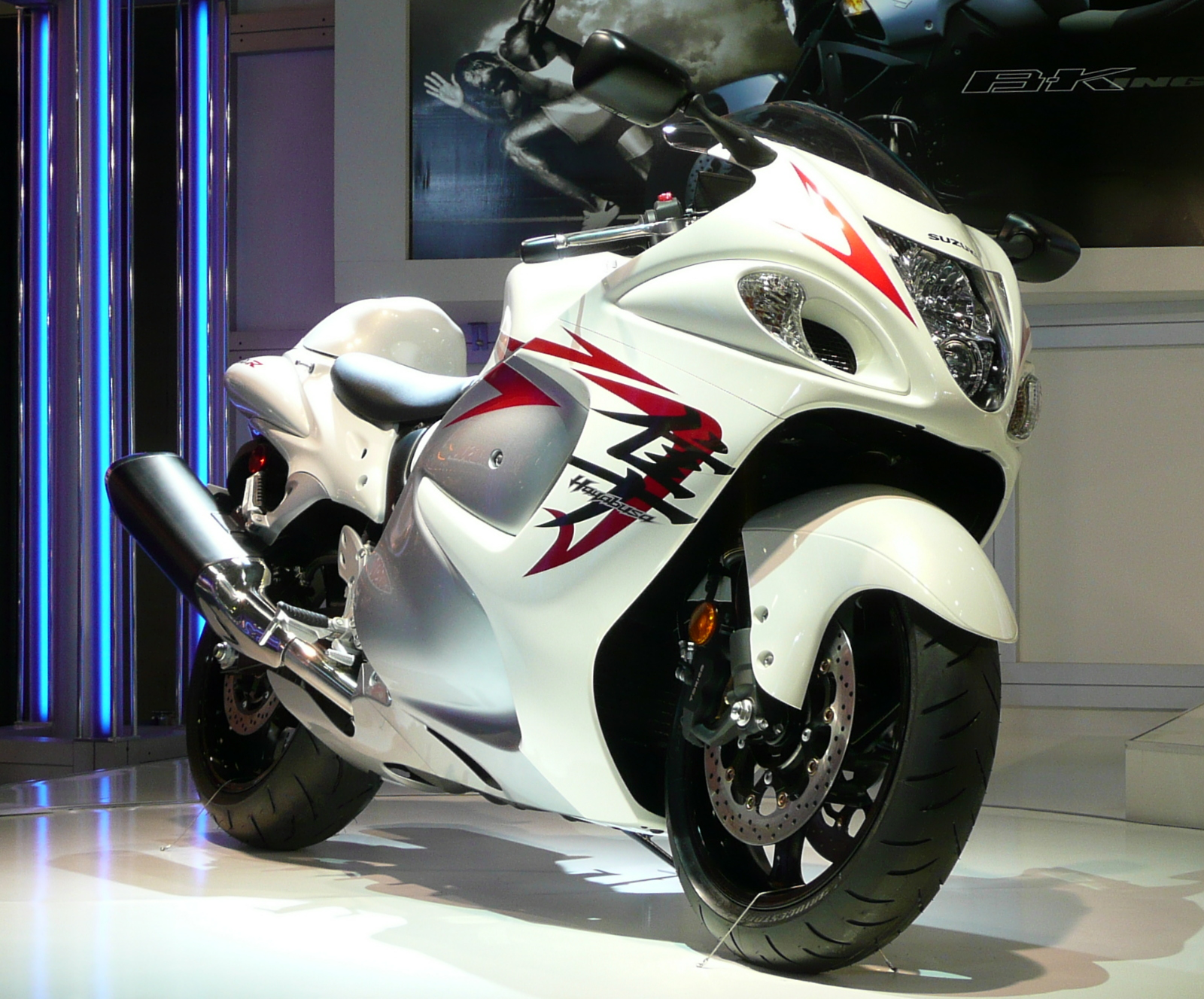
Suzuki Hayabusa lançada no Tokyo Motor Show em 2008.

Motocicletas desta categoria têm como características marcantes os motores de grande deslocamento com forte ênfase na velocidade máxima e aceleração. São comumente equipadas com motores de grandes cilindradas, entre 1.100cc até 1.400cc. Caracterizam-se, também, por serem maiores e mais pesadas do que as super esportivas, com peso a seco em torno de 227 kg (500lb). O aumento de peso compromete a performance em autódromos (onde podem existir muitas curvas fechadas) em favor da estabilidade para alcançar velocidades que podem exceder os 290 km/h (180 mp/h). Esse compromisso também permite aos fabricantes criarem posições de pilotagens que sejam mais ergonômicas ao piloto.
Exemplos desta categoria incluem a Suzuki Hayabusa, CBR1100XX e a Kawasaki Ninja ZX-14.

## Maxi-Trail
Categoria que inclui modelos de motocicletas aptas a incursões por estradas pavimentadas e estradas de chão batido. Os modelos mais conhecidos desta categoria são as BMW R1150 GS, yamaha xt660r BMW R1200 GS, Honda XL 1000V Varadero, Suzuki V-Strom, XL 700V Transalp - Honda, Ducati Multistrada e Buell Ulysses.

## MiniMotos ou Pocketbikes

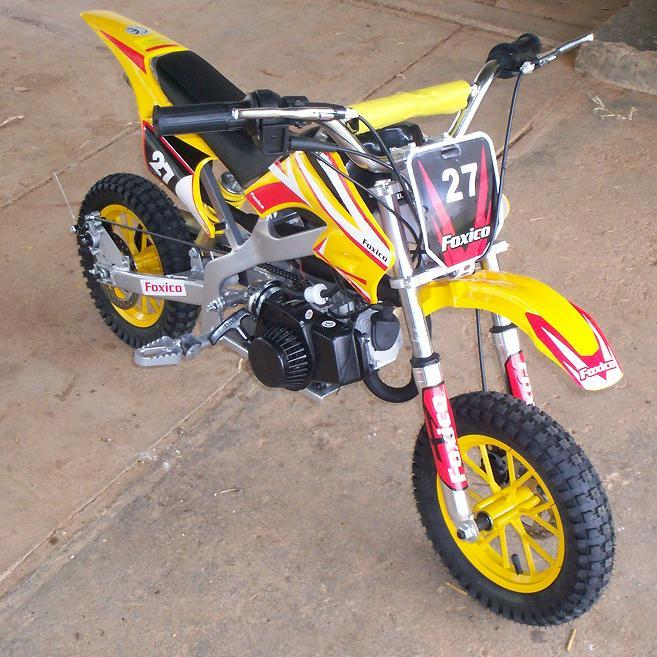
Uma Pocketbike.

As Minimotos (designação europeia) ou pocketbikes são veículos de competição. Em diversos países realizam-se campeonatos regionais e nacionais.
Pilotos como Valentino Rossi ou Sete Gibernau iniciaram a sua carreira no motociclismo em campeonatos de minimotos. No entanto, as minimotos são especialmente procuradas por adeptos do motociclismo de velocidade como forma económica de conduzir em circuito ou participar em competições amadoras.
Em regra geral, as minimotos de fabrico europeu respeitam diferentes especificações de dimensões e performance de acordo com classes e regulamentos.
As suas potências podem variar desde os 2,5 cavalos para as Classes Júnior, a 18 ou mais cavalos para os modelos de grande preparação participantes nas classes Open.
A utilização das Minimotos deverá ser feita em local apropriado, nomeadamente kartódromos.

## Naked

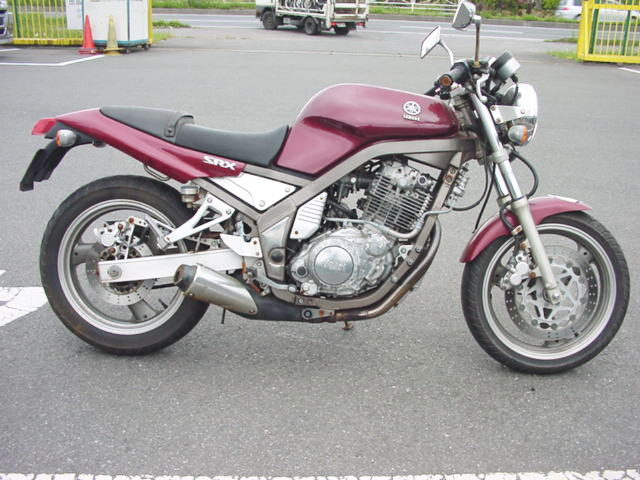
Moto naked: Yamaha SRX 400.

As naked ("nuas"), são motos que têm bom desempenho (algumas de alta cilindrada) em relação ao motor e conjunto mecânico, mas modificadas para permitir uma posição de pilotagem menos deitado, e mais sentado, melhorando o conforto para condução em vias urbanas, com guidão mais alto do que nas esportivas, porém não possuem carenagem (que são caras e frequentemente são danificadas quando na condução em vias de muito tráfego).

## Off-road

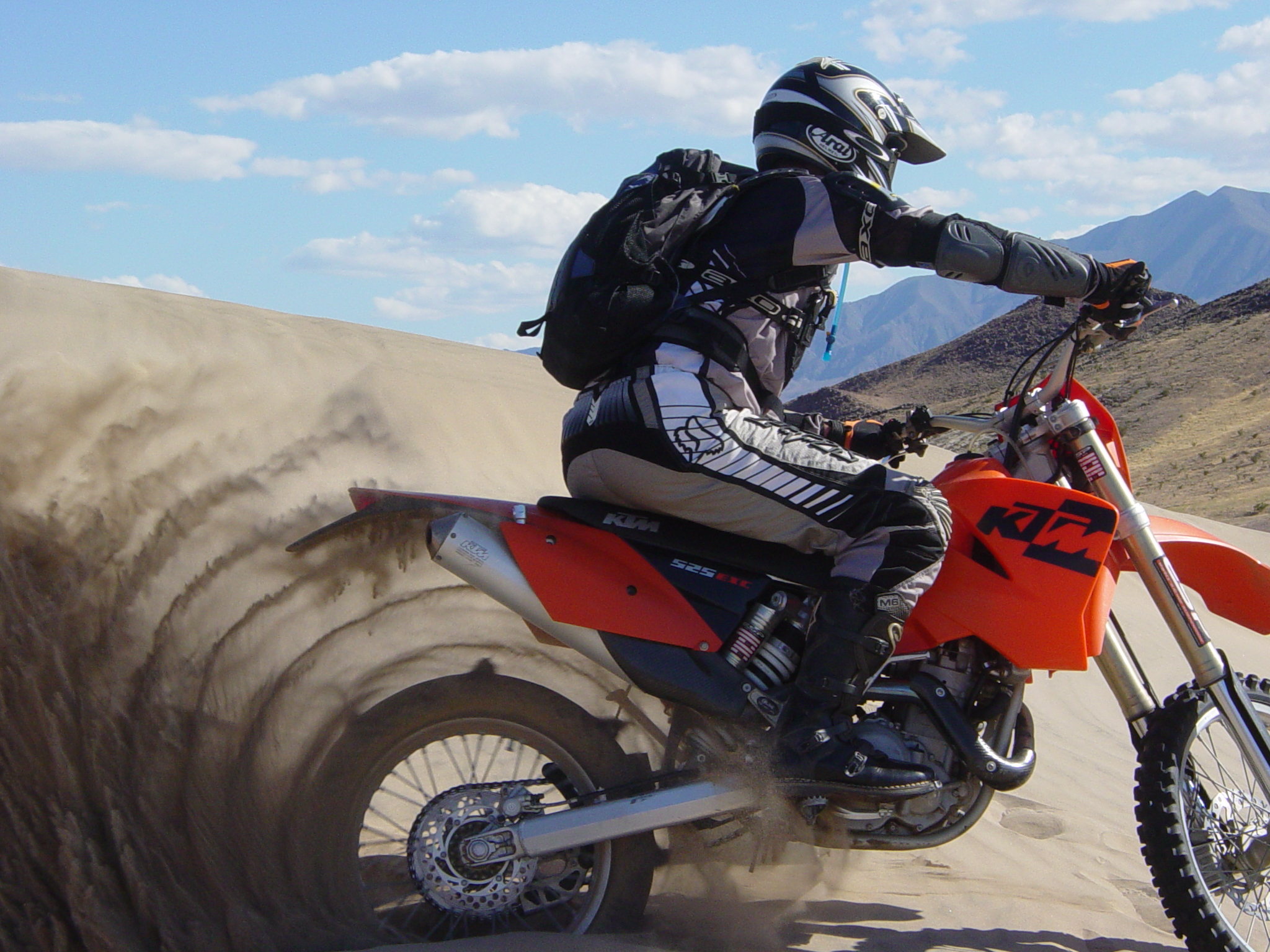
Moto todo-o-terreno: KTM.

As motos off-road (de todo o terreno) são utilizadas por praticantes de motocross/supercross, enduro, cross-country,trial, rali e trail. Os pneus são específicos, geralmente para tração na terra (tipo tacos) e rodas maiores, para transpor obstáculos com maior facilidade. A sua suspensão possui um curso total maior, sendo mais altas em relação ao solo, para absorver impactos e não os transmitir para o piloto.
O visual geralmente é despojado, com desenho rústico e/ou agressivo, sem acessórios que possam ser danificados quando a moto for utilizada em trilhas. Possuem também uma relação de marchas curta e rápidas acelerações, com motores de 125 a 600 cm3 de cilindrada ou mais. Dentro desta categoria, existem as Big Trail, motos de uso misto para viagens longas que incluem trechos de off-road. São mais confortáveis e mais pesadas, com pneus de uso misto e tanques de combustível que chegam a 40 litros, para permitir boa autonomia em trechos longos em que não é possível o reabastecimento. São a maioria das motos que participam do Rally Paris-Dakar.
Outra variação dentro desta categoria são as MotoCross, indicadas para participação em campeonatos de velocidade/saltos em terra ou de rally, vendidas sem acessórios obrigatórios para utilização em vias urbanas (espelhos, piscas, lanternas). Uma nova variação dentro da categoria Trail são as Motard e Supermotard(que veremos a seguir), motos originalmente de trail/cross mas que foram adaptadas para competições em circuitos que alternam trechos de alta velocidade em asfalto com trechos de terra e saltos. Utilizam motores com capacidade cúbica acima de 600 cm3 de cilindrada.
Exemplos desta categoria incluem a Kawasaki KX-F 250, KTM e a BMW F650.

## Motos de Trial

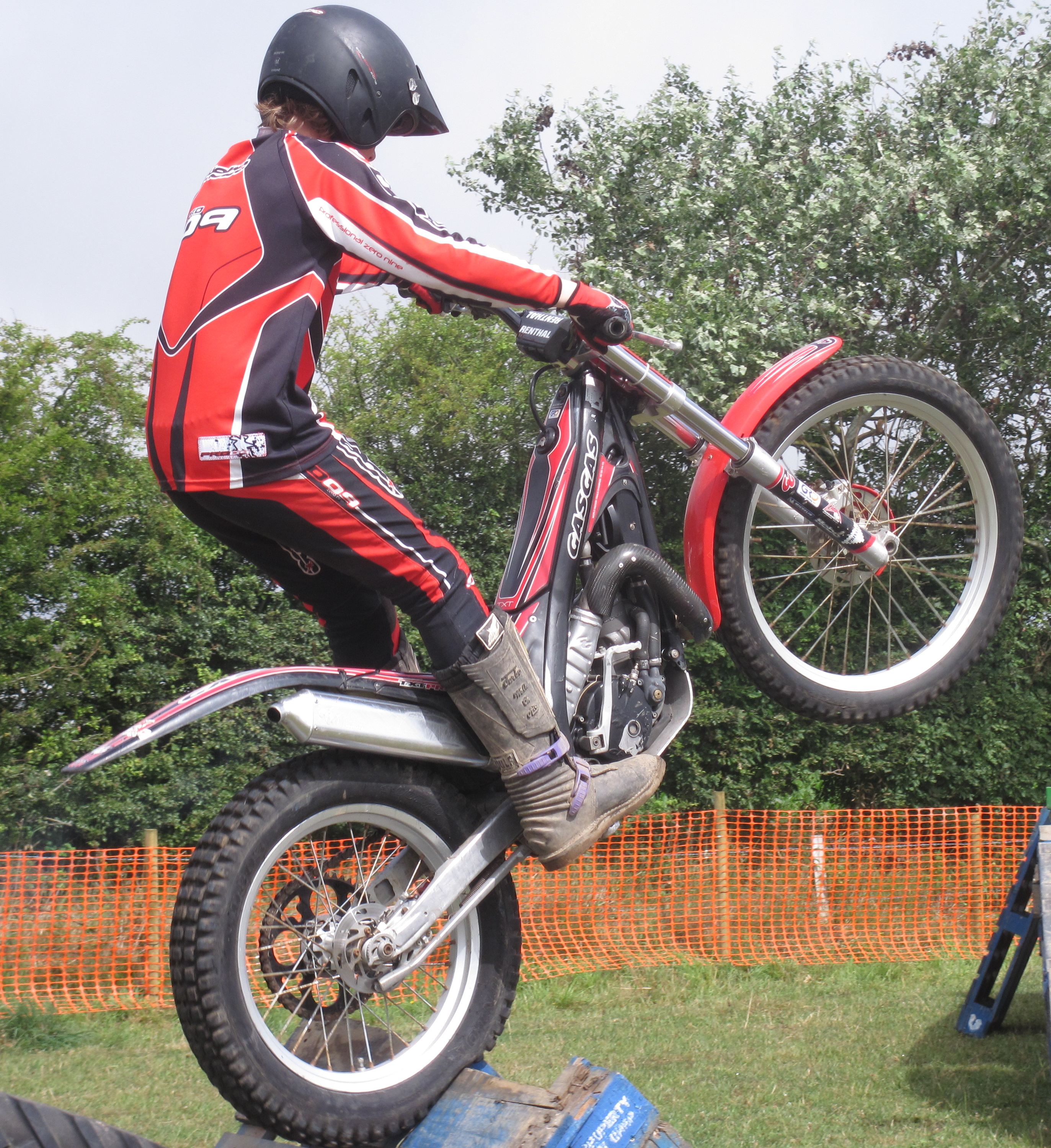
Trials Bike

São motos muito leves, com calibragem baixa de pneus para melhor aderência aos obstáculos. São usadas para saltar estes obstáculos em curta distância, e entre cada obstáculo a moto fica parada e o piloto se equilibra sobre a mesma sem por os pés no chão, dando pequenos saltos para compensar o desequilíbrio, com as duas rodas ou apenas parado com a moto empinada, pulando com a roda traseira. Em terrenos úmidos e recomendável uma calibragem mais baixa, assim como usar também uma câmara grossa porque a chance de furar um pneu é bastante reduzida.
Existem campeonatos mundiais nesta modalidade. Atualmente (2014) o campeão da categoria é o espanhol Toni Bou.

## Scooters

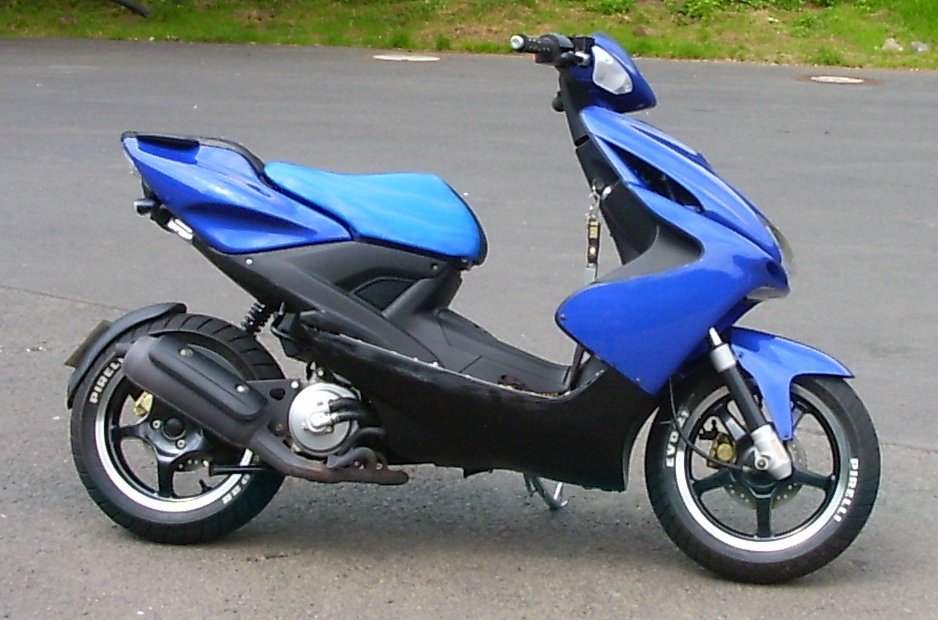
Moto scooter: Yamaha Aerox.

As scooter são motos que permitem a posição de pilotagem sentado e com os pés apoiados no piso, sem a necessidade de usar os pés para a troca de marchas, montadas com câmbio automático (CVT) por corrente dentada com polias variáveis. maioria das scooters possui 50cc equipadas com motores 2 tempos. Acima disso se encontram as de 4 tempos. Usadas para pequenos deslocamentos e lazer, apresentam compartimentos porta-capacetes que permitem ao usuário deixá-lo escondido na moto enquanto não estão sendo utilizados.
Até 1998, no Brasil, era permitida a condução das scooters' de, no máximo, 50 cc e velocidade máxima de 50 km/h por qualquer pessoa maior de 18 anos, sem a necessidade da Carteira Nacional de Habilitação, desde que a moto estivesse devidamente emplacada e o condutor usasse capacete. Desde então, é necessária a ACC (Autorização para condução de ciclomotores) ou a carteira de motorista para motocicletas acima de 50cc (categoria "A").
Geralmente, as motos de baixa cilindrada (de 50 a 100), apresentam baixo desempenho, baixa manutenção e baixo consumo de combustível. Existe uma nova tendência de equipar as scooters com motores maiores, de até 850 cilindradas (Aprilia SRV 850 ou Gilera GP 800 - com 839 cc ), para atingir uma pequena fatia do mercado de usuários que querem maior desempenho aliado ao conforto de pilotar com os pés apoiados.
Na Europa, é comum o uso de scooters de 125 e 250 cc por executivos, sendo que em alguns países, há mais venda de scooters do que de motocicletas "normais".

## Side car

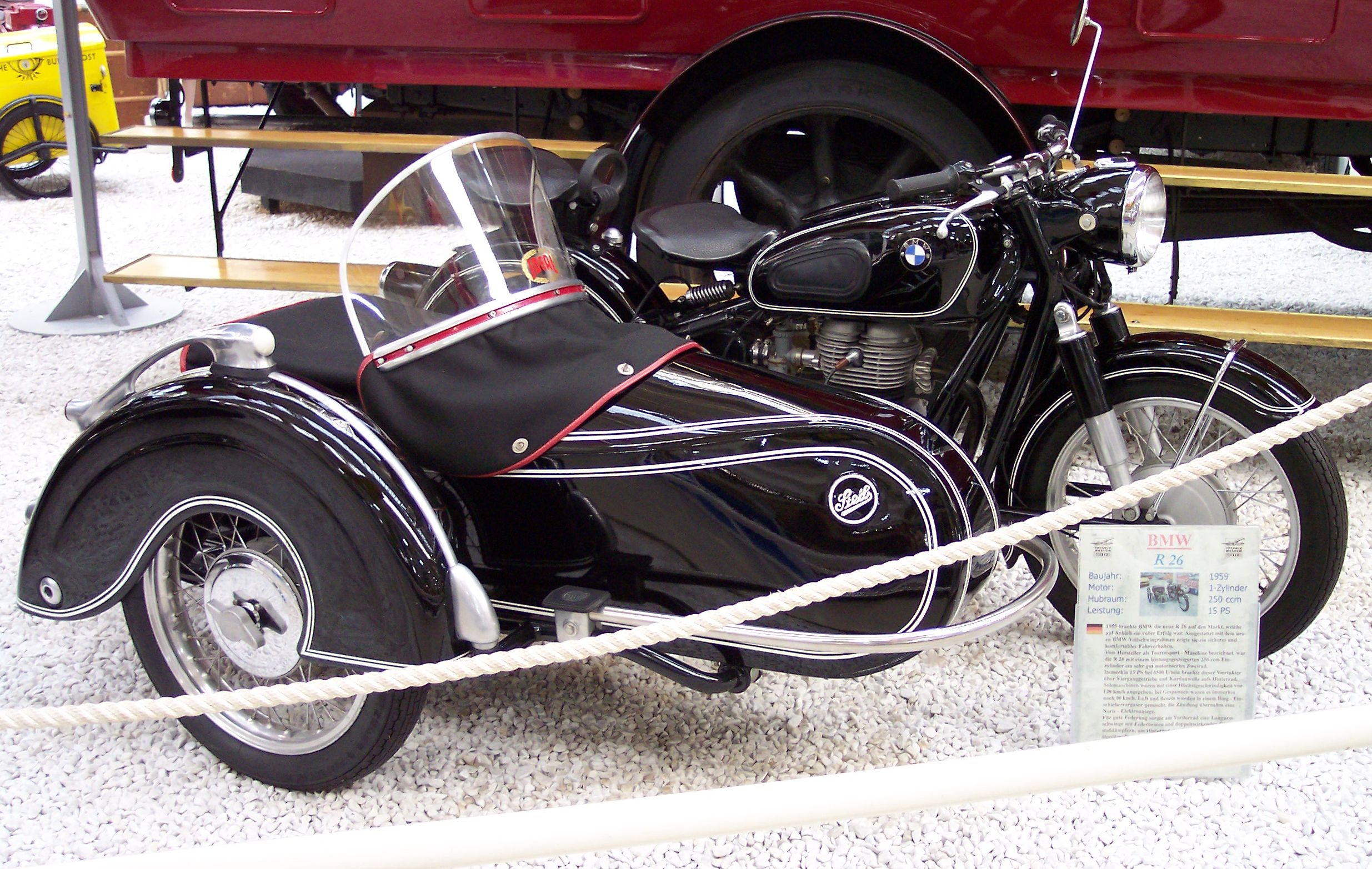
BMW R26 com side car.

É um acessório com uma roda que não é alinhada diretamente com a roda traseira da motocicleta, e é montado lateralmente na moto. Por ter um formato parecido com um carro pequeno e estar preso lateralmente à moto recebe este nome. Normalmente tracionado apenas pela roda traseira da moto. É assim diferente de um triciclo motorizado, no qual as duas rodas traseiras são tracionadas e compartilham o mesmo eixo. No entanto, P.V. Mokharov da União Soviética ou H.P Baughn da Grã-Bretanha parecem ter sido os primeiros a empregar uma roda de side car dirigível em 1932.

## Street
As street são motos que apresentam conforto e mobilidade para serem utilizadas no trânsito urbano, geralmente entre 125 a 500 cilindradas. A posição de pilotagem é sentada, com os pés apoiados nas pedaleiras. Apresentam desenho simples, com banco para garupa, sem muitos acessórios, e permitem a utilização entre os veículos nas vias urbanas (corredores). Variações com motores de 150, 200, 250 e 500 cilindradas com desenho semelhante às de 125 cilindradas também são vendidas. No passado, a Honda-Brasil vendeu motos street de 400 e 450 cilindradas, com desenho de motos street, mas com dimensões proporcionalmente maiores ao aumento de cilindrada, perdendo parte da mobilidade no trânsito. Apresentam velocidades máximas por volta de 110 km/h (até 125 cc) e entre 110 e 160 km/h.
Exemplos desta categoria incluem a Suzuki GS500, Yamaha YS 250 Fazer, Honda CBX 250 Twister e a CBX 200 Strada.

## Streetfighter
Conceito criado na década de 1990 para designar motos esportivas sem peças como carenagens faróis entre outros, que são utilizadas para rachas em centros urbanos.

## Supermotard

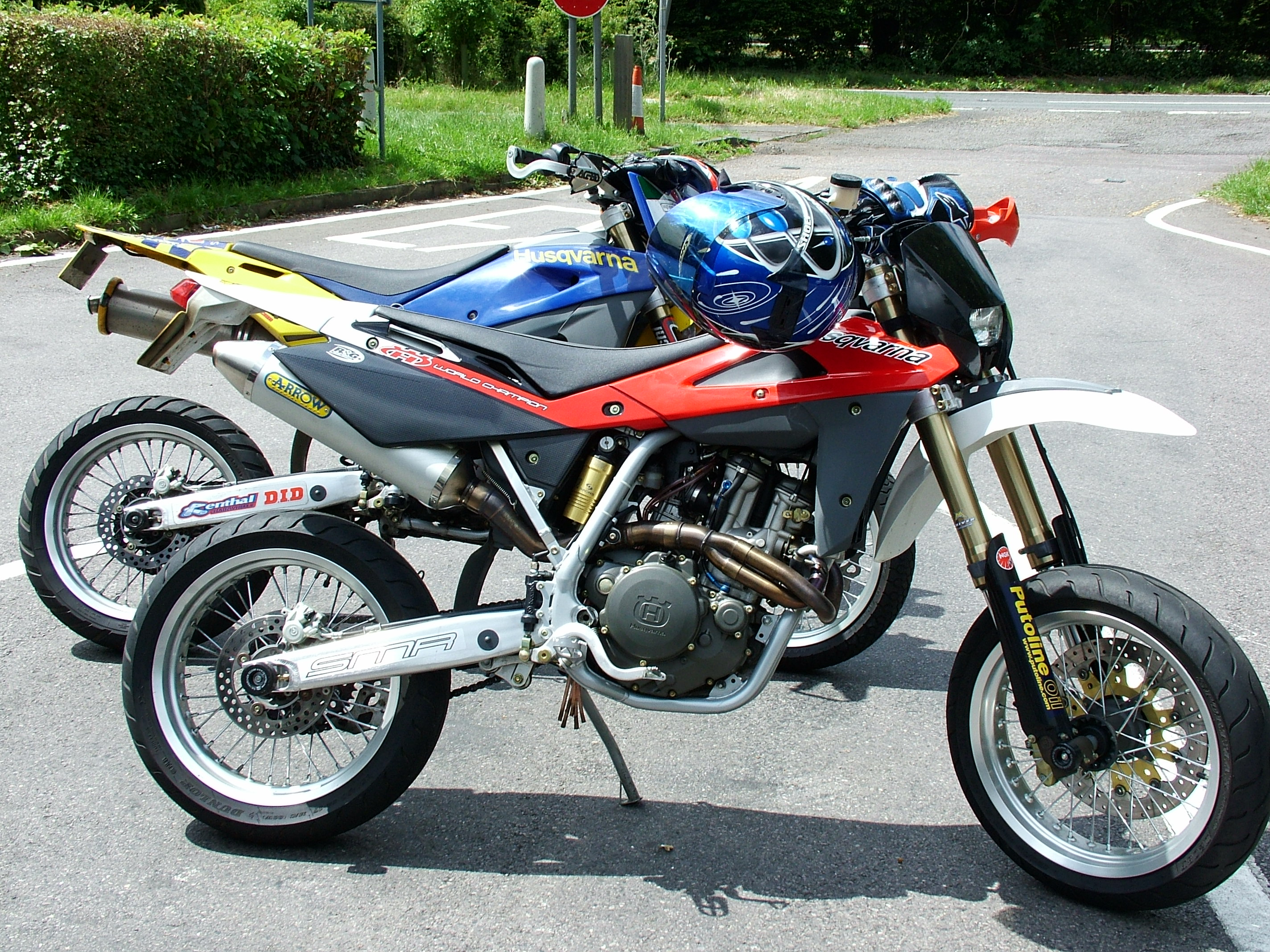
Husqvarna Supermotard 2002.

As supermotards são motos que até a década de 1990, eram projetadas pelos próprios donos ou oficinas especializadas, o que ocasionou o interesse de montadoras a fabricarem modelos supermotard, possui característica trail com ciclística esportiva, com rodas e pneus esportivos. Existem muitas competições, inclusive agora no Brasil. Nos campeonatos, as motos enfrentam trechos de asfalto e de terra, às vezes até com alguns saltos. São chamadas também de Super Moto. O que caracteriza uma motoSuperMotard é o aro das rodas, sempre de 17 polegadas.
Exemplos desta categoria incluem a Yamaha XTZ 250 X e a Sundown STX 200.

## Underbone

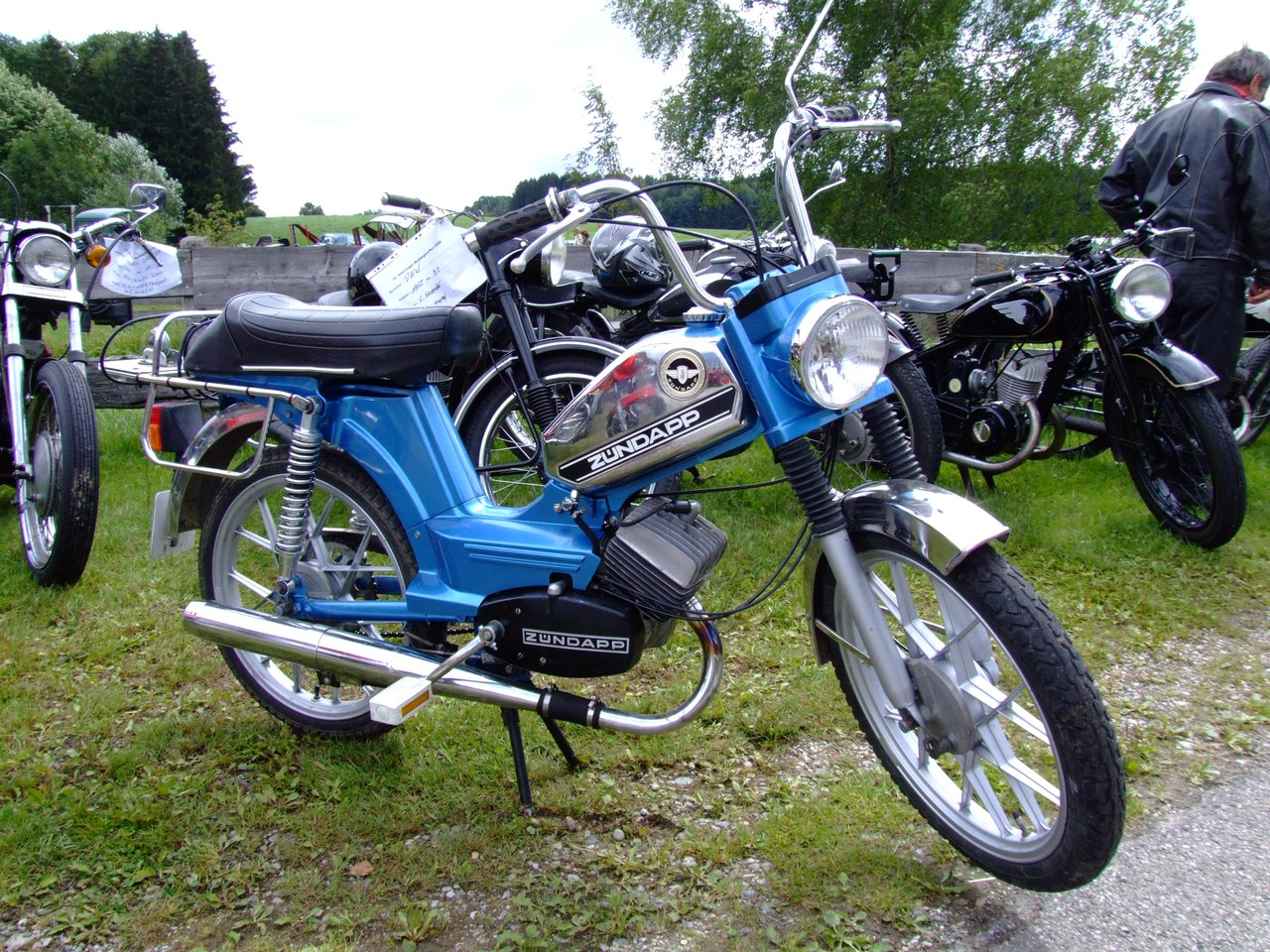
Moto underbone: Zündapp.

As underbones são motos de dimensões reduzidas, menores do que as street, geralmente com câmbio semi-automático, baixas cilindradas (abaixo de 125 cilindradas), baixo desempenho, baixa manutenção e baixo consumo de combustível. Com essas características, são bastante utilizadas por empresas com serviços de entrega urbanas (motoboy), por unir a facilidade da condução em corredores' 'das vias urbanas ao baixo custo da moto e baixo custo operacional. Apresentam acelerações menores do que as street e velocidades máximas de cerca de 100 km/ hora.

## Wheelie
As motocicletas são especialmente preparadas para a prática do wheeling, pois exigem maior resistência a impactos constantes, usa-se variadas potências, desde 50 cc a 1200cc, geralmente são tirados componentes da parte dianteira como painél, setas e farol. Além de possuírem a Churrasqueira, que é um suporte traseiro para proteção do quadro e demais peças, além de melhorar a performance dos pilotos.

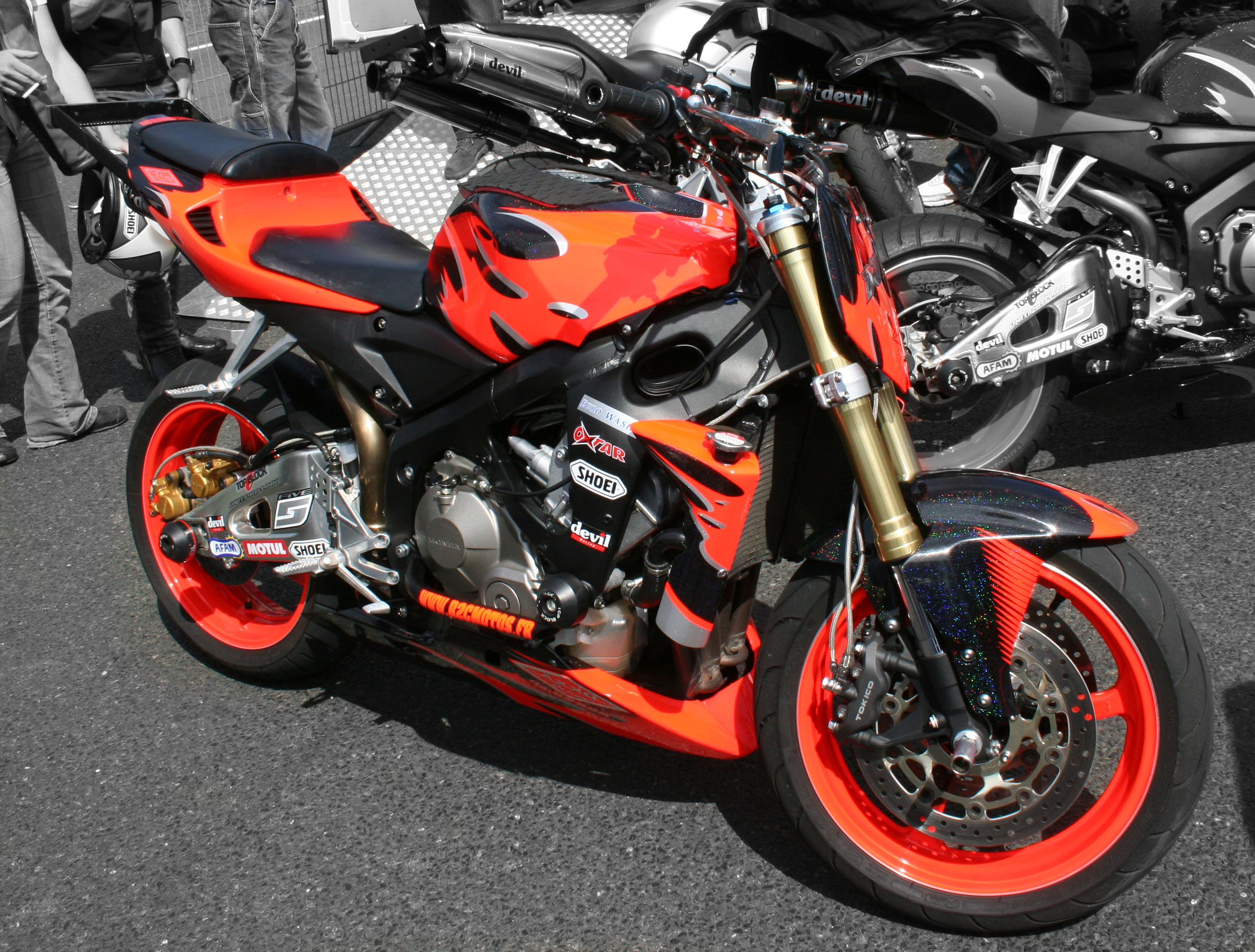
Honda CBR preparado para a prática do wheelie

Em alguns modelos, os freios traseiro são além de acionados com o pé, com as mãos, através de um pequeno manete localizado embaixo da manete de embreagem, a relação é mais curta, com coroas de tamanho maior possibilitando ter mais controle sobre a potencia do motor, os pneus são calibrados com pouca pressão para que se tenha maior aderência e domínio.

## X-Tudo
São motocicletas que recebem peças e partes de vários modelos diferentes,criando um novo conjunto único.Geralmente se assemelhando a algum estilo diferente do original ou de algum modelo no mercado, mas nunca idêntico em visual ou performance devido a combinação única de peças.
Tal combinação depende do objetivo do proprietário (motivo da troca) e harmonia das peças entre si, correndo risco de não ficar andável em vias públicas porém sendo possível a legalização deste tipo de modificação, geralmente bem recebido como Up-Grade no veículo.